# Hydroptila asymmetrica
Hydroptila asymmetrica is een schietmot uit de familie Hydroptilidae. De soort komt voor in het Palearctisch gebied.